# The Pirate Planet
The Pirate Planet (La Planète Pirate) est le quatre-vingt-dix-neuvième épisode de la première série de la série télévisée britannique de science-fiction Doctor Who. Deuxième épisode de la seizième saison, il constitue le deuxième épisode de l'arc narratif de la "Clef du Temps" qui embrasse l'ensemble de la saison et fut originellement diffusé en quatre parties du 30 septembre au 21 octobre 1978.

## Accroche
Le Docteur et Romana tentent de se rendre sur la planète Calufrax pour trouver le second segment de la Clef du Temps. Mais, ils arrivent sur Zanak, une planète qui a été transformée en gigantesque vaisseau spatial dirigé par un capitaine mystérieux que les habitants prennent pour un bienfaiteur.

## Distribution
- Tom Baker — Le Docteur
- Mary Tamm — Romana
- John Leeson —  Voix de K-9
- Bruce Purchase — Le Capitaine Pirate
- Andrew Robertson — Mr Fibuli
- Rosalind Lloyd — L'infirmière
- David Warwick — Kimus
- David Sibley — Pralix
- Ralph Michael — Balaton
- Primi Townsend — Mula
- Clive Bennett – Un Citoyen
- Bernard Finch – Un Mentiad
- Adam Kurakin – Un Garde

## Résumé
Le Docteur et Romana sont guidés par le traceur jusqu'à Calufrax, une planète déserte et glacée. Pourtant, à leur destination, c'est une planète totalement différente et nommée Zanak, qu'ils découvrent : elle est habitable et les pierres les plus précieuses de la galaxie semblent y être totalement banales. Malgré la prospérité permanente des habitants, ceux-ci sont effrayés par la figure mystérieuse des Mentiads, des hommes pâles et encapuchonnés et semblent être en adoration envers le "Capitaine", le dirigeant de la planète.
Après avoir fait la connaissance de quelques habitants locaux, Kimus, Balaton et Pralix, qui semblent avoir été menacés par les Mentiads, le Docteur et Romana se retrouvent arrêtés par les gardes du capitaine. Après quelques péripéties, ils découvrent que la planète est entièrement creuse. Celle-ci se téléporte à différents points de l'univers englobant de nouvelles planètes afin de pomper l'intégralité de leurs ressources. Ils rencontrent les Mentiads, dont Kimus fait dorénavant partie. Il s'agit d'êtres ayant acquis des pouvoirs parapsychiques à chaque destruction de planète et issus de Zanak à l'époque où celle-ci était gouvernée par la reine Xanxia, une monarque qui a ruiné sa planète à force de guerres.
Alors que les Mentiads décident de marcher vers le pont de commandement du capitaine, le Docteur et Pralix se font de nouveau arrêter. Ils échappent de peu à la mort grâce à l'intervention de K-9 et découvrent que la Reine Xanxia est de nouveau vivante et commande le capitaine sous l'apparence de son infirmière. De plus, le Docteur découvre que le capitaine souhaite téléporter Zanak vers la Terre afin de voler son quartz, mais il comprend aussi que le capitaine possède un plan secret pour arrêter Xanxia se trouvant dans la salle des trophées du capitaine, et que la planète Calufrax était à elle seule, la deuxième partie de la clé du temps.
Alors qu'ils tentent de se dématérialiser autour de la Terre, le Docteur et Romana font de même avec leur TARDIS ce qui endommage le pont de commandement du capitaine. Les Mentiads réussissent à saboter les machines et Xanxia tue le capitaine alors qu'il tente de se rebeller. Peu de temps avant de récupérer la deuxième partie de la Clef, le Docteur, Romana et les Mentiads font sauter le pont de commandement, permettant à Zanak de redevenir une planète comme les autres.

### Continuité
- L'épisode continue l'arc narratif autour de la Clef du Temps entamé durant l'épisode précédent et qui se poursuivra durant les quatre épisodes suivants.
- Contrairement à l'habitude, c'est ici Romana qui propose des bonbons "Jelly Baby" à un habitant.
- Dans l'épisode « La Terre volée » le dixième Docteur mentionne Calufrax parmi les planètes ayant mystérieusement disparu.
- Après avoir été assommé, le Docteur délire et explique qu'il ne faut pas utiliser des épines empoisonnées, mise en garde qu'il faisait à sa précédente assistante, Leela.
- On apprend dans l'épisode « Le Prisonnier zéro » que le Docteur a jeté le manuel que lit Romana au cœur d'une supernova parce qu'il "n'était pas d'accord avec."